# Enciso (Spanje)
Enciso is een gemeente in de Spaanse provincie en regio La Rioja met een oppervlakte van 69,69 km². Enciso telt 178 inwoners (1 januari 2016).

## Demografische ontwikkeling
Bron: INE, 1857-2011: volkstellingen
Opm.: In 1977 werd de gemeente Poyales aangehecht